# 智恵文駅
智恵文駅（ちえぶんえき）は、北海道（上川総合振興局）名寄市智恵文十一線にある北海道旅客鉄道（JR北海道）宗谷本線の駅である。電報略号はチフ。事務管理コードは▲121822。駅番号はW51。

## 歴史

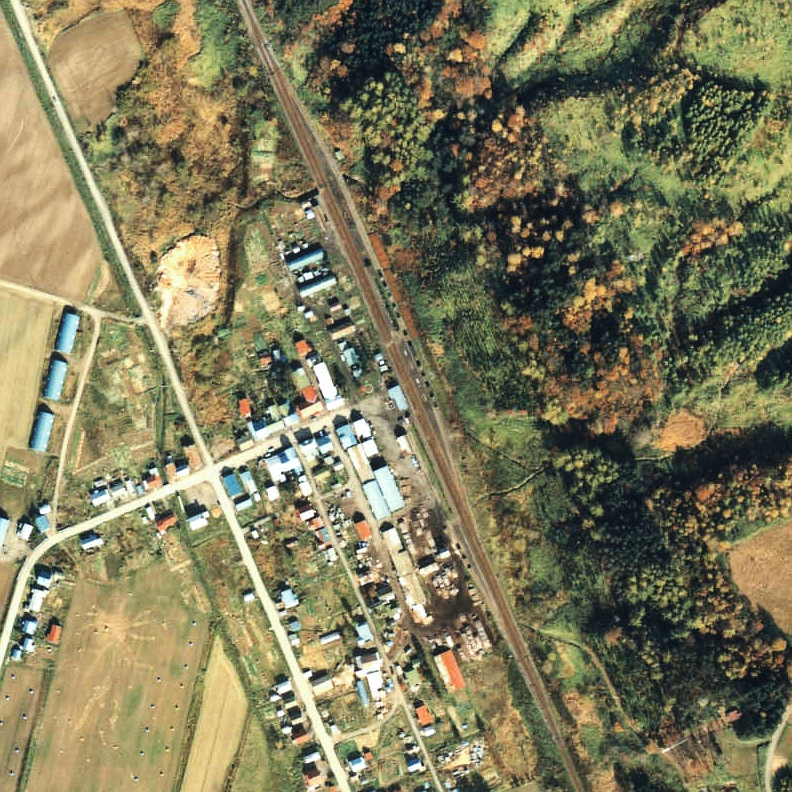
1977年の智恵文駅と周囲約500m範囲の状況。上が稚内方面。千鳥式ホーム2面2線とその外側に貨物積卸用の副本線。駅舎横の名寄側に貨物積卸場と引込み線及びストックヤード。駅裏のストックヤードは既に使用されていない。また島状のホームの副本線側が植栽され、単式ホームとして使用されているのが確認できる。

- 1911年（明治44年）11月3日：鉄道院天塩線名寄駅 - 恩根内駅間延伸開通に伴い開業[3][4][5]。一般駅[1]。
- 1912年（大正元年）9月21日：線路名を宗谷線に改称、それに伴い同線の駅となる[4]。
- 1919年（大正8年）10月20日：線路名を宗谷本線に改称、それに伴い同線の駅となる[4]。
- 1949年（昭和24年）6月1日：公共企業体である日本国有鉄道に移管。
- 1982年（昭和57年）11月15日：貨物取扱い廃止[1][1]。
- 1984年（昭和59年）
  - 2月1日：荷物取扱い廃止。
  - 11月10日：出札・改札業務を停止し、旅客業務について無人化[6][7]。但し、連査閉塞扱いの運転要員は継続配置[7]。
- 1986年（昭和61年）
  - 11月1日：CTC導入に伴う合理化により交換設備廃止。同時に完全無人化[8][9]。
  - 時期不詳：完全無人化後、木造駅舎が解体され、貨車駅舎となる[10][11]。
- 1987年（昭和62年）4月1日：国鉄分割民営化により、北海道旅客鉄道（JR北海道）の駅となる[1]。
- 1999年（平成11年）9月28日：貨車駅舎の外壁を塗り替え。智恵文中学校の生徒がヒマワリをデザインして塗装した[12]。
- 2006年（平成18年）頃：貨車駅舎を改修[13][14][15]。

### 駅名の由来
開業時の所在地名（下名寄村字智恵文）より。
「智恵文」の名称は現在の智恵文沼のアイヌ語名「チェプウントゥ（ciep-un-to）」（魚・入る・沼）に由来し、後年大地名化して村名となり、現在でも字名として用いられている。

## 駅構造
単式ホーム1面1線を有する地上駅。ホームは線路の西側（稚内方面に向かって左手側、旧1番線）に存在する。分岐器を持たない棒線駅となっている。かつてはホームが千鳥式に配置された相対式ホーム2面2線を有する列車交換可能な交換駅であった。当時は互いのホームは駅舎側ホーム北側と対向側ホーム南側を結んだ構内踏切で連絡した。駅舎側（西側）が下り1番線、対向側ホームが上り2番線となっていた。その他、対向側ホーム外側への、主に貨物の留置用もしくは山側からの貨物積卸用として副本線を1線、1番線の旭川方から分岐し駅舎南側のホーム切欠き部分の貨物ホームへの貨物側線を1線有していた。交換設備運用廃止後は線路は撤去されたが、ホーム前後の線路は分岐器の名残で湾曲している。
名寄駅管理の無人駅。駅舎は構内の西側に位置しホーム中央部分に接している。有人駅時代からの木造駅舎は改築され、ヨ3500形車掌車のヨ4053を改造した貨車駅舎となっている。旧駅舎の基礎の上に設置されている。宗谷本線の他の貨車駅舎と違い、外壁に華やかな藤色の鋼板が張られている。塗色によるものではなく、完全に新調された外壁で、間隔が細かい波板を使用している。同時に内部も再整備されている模様である。改築当初は他の貨車駅舎と同様の塗色であったが（1993年（平成5年）3月時点ではこの塗色）、その後、外壁にひまわりの絵が描かれた時期を経て、現在の外壁となった。駅舎内にトイレを有する。かつての2番線ホームは1番線ホームに比べ有効長が短かった。
かつて林業が盛んであった頃は、近隣の山林から切り出した木材の積み出し駅であった。

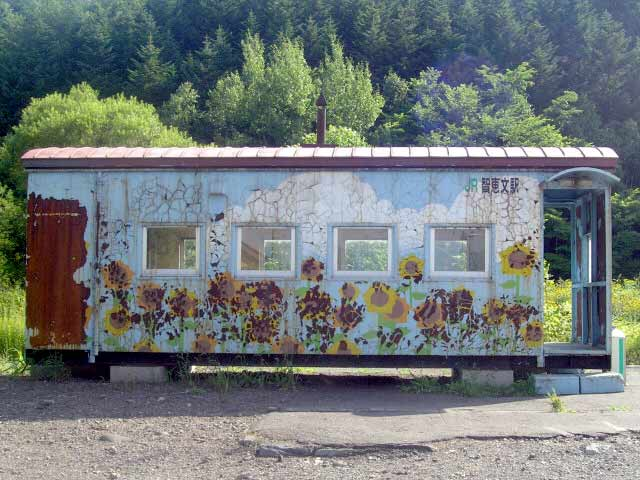
外壁改修前の駅舎（2004年8月）
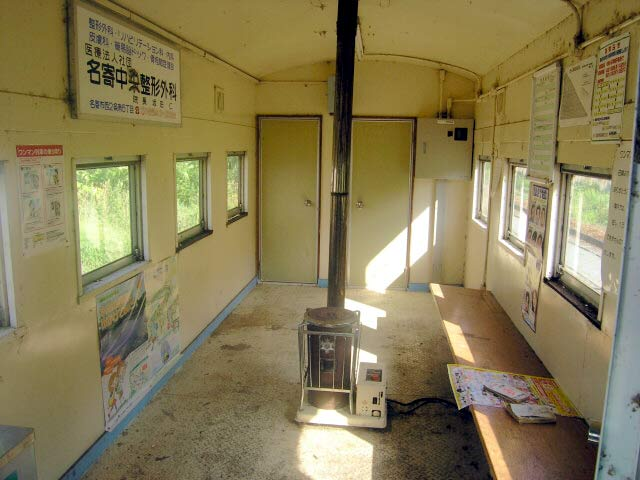
待合室（2004年8月）
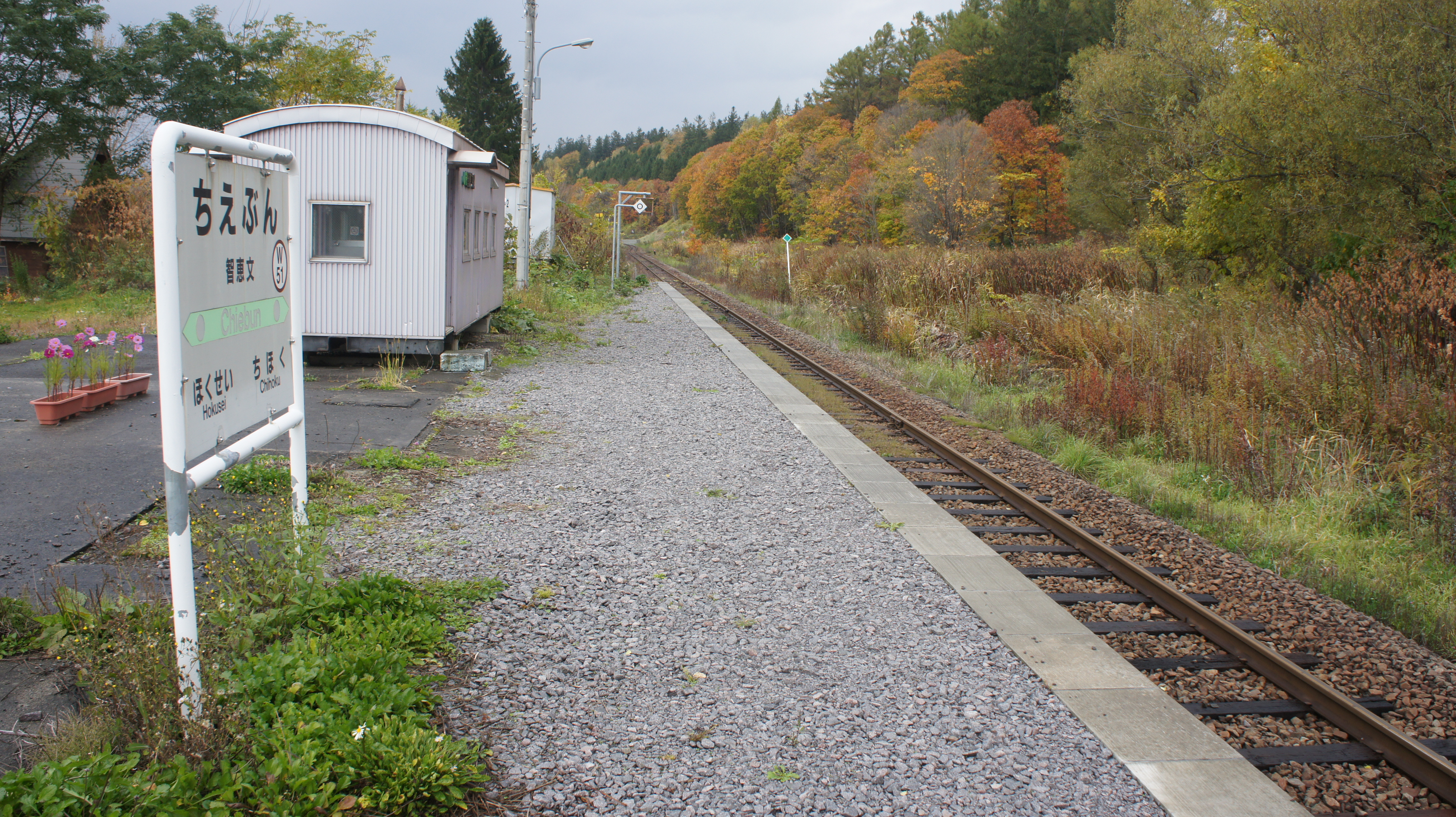
ホーム（2017年10月）
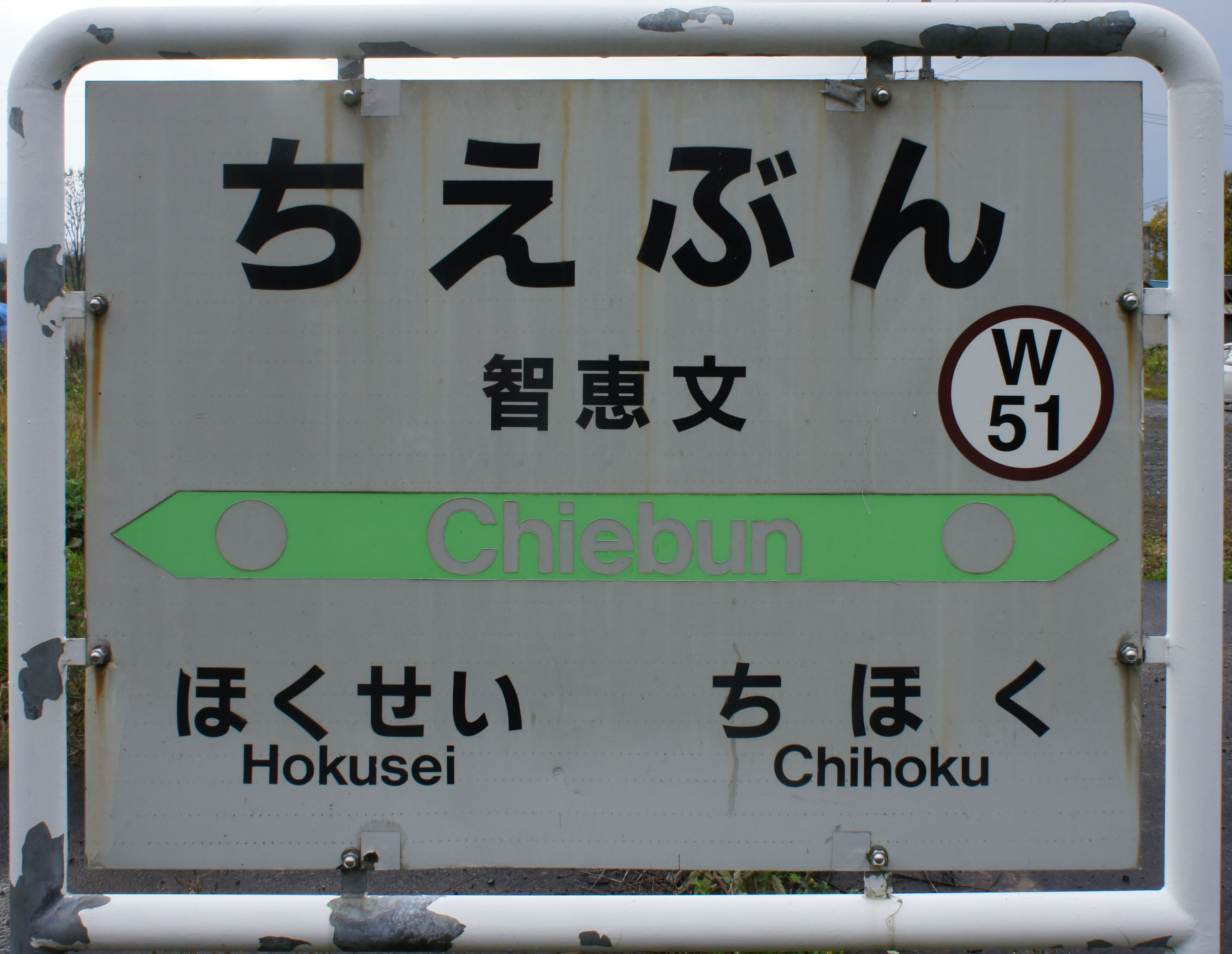
駅名標（2017年10月）

## 利用状況
乗車人員の推移は以下のとおり。年間の値のみ判明している年については、当該年度の日数で除した値を括弧書きで1日平均欄に示す。なお、1925年（昭和元年）から1955年（昭和30年）および1970年（昭和45年）の数値はいずれも当該年から過去5年間の平均値であり、1日平均はいずれも365で除して算出し括弧書きで記した。
また、「JR調査」については、当該の年度を最終年とする過去5年間の各調査日における平均である。
| 年度               | 乗車人員 | 乗車人員 | 乗車人員     | 出典       | 備考                          |
| 年度               | 年間     | 1日平均  | JR調査       | 出典       | 備考                          |
| ------------------ | -------- | -------- | ------------ | ---------- | ----------------------------- |
| 1911年（明治44年） | 6,847    | (18.7)   |              | [ 21 ]     | 開通初年度。11月3日から営業。 |
| 1912年（大正元年） | 15,651   | (42.8)   |              | [ 21 ]     |                               |
| 1913年（大正2年）  | 12,749   | （34.9)  |              | [ 21 ]     |                               |
| 1914年（大正3年）  | 10,119   | (27.7)   |              | [ 21 ]     |                               |
| 1915年（大正4年）  | 14,500   | (39.6)   |              | [ 21 ]     |                               |
| 1925年（昭和元年） | 11,000   | (30.1)   |              | [ 21 ]     |                               |
| 1935年（昭和10年） | 35,065   | (96.0)   |              | [ 21 ]     |                               |
| 1955年（昭和30年） | 70,494   | (193.1)  |              | [ 21 ]     |                               |
| 1960年（昭和35年） | 65,059   | 178      |              | [ 22 ]     |                               |
| 1961年（昭和36年） | 59,416   | 163      |              | [ 22 ]     |                               |
| 1962年（昭和37年） | 57,288   | 157      |              | [ 22 ]     |                               |
| 1963年（昭和38年） | 62,442   | 171      |              | [ 22 ]     |                               |
| 1964年（昭和39年） | 66,687   | 183      |              | [ 22 ]     |                               |
| 1965年（昭和40年） | 71,827   | 197      |              | [ 22 ]     |                               |
| 1966年（昭和41年） | 65,966   | 181      |              | [ 22 ]     |                               |
| 1967年（昭和42年） | 64,370   | 176      |              | [ 22 ]     |                               |
| 1968年（昭和43年） | 62,735   | 172      |              | [ 22 ]     |                               |
| 1970年（昭和45年） | 21,695   | (59.4)   |              | [ 21 ]     |                               |
| 1978年（昭和53年） |          | 74.0     |              | [ 23 ]     |                               |
| 1981年（昭和56年） |          | (39)     |              | [ 17 ]     | 乗降人員78人                  |
| 1992年（平成04年） |          | (12)     |              | [ 10 ]     | 乗降人員24人                  |
| 2011年（平成23年） |          | (3)      |              | [ 24 ]     | 乗降人員6人                   |
| 2012年（平成24年） |          | (5)      |              | [ 24 ]     | 乗降人員10人                  |
| 2013年（平成25年） |          | (4)      |              | [ 24 ]     | 乗降人員8人                   |
| 2014年（平成26年） |          | (5)      |              | [ 24 ]     | 乗降人員10人                  |
| 2015年（平成27年） |          |          | 「10名以下」 | [ JR北 1 ] |                               |
| 2016年（平成28年） |          |          | 5.8          | [ JR北 2 ] |                               |
| 2017年（平成29年） |          |          | 5.4          | [ JR北 3 ] |                               |
| 2018年（平成30年） |          |          | 4.8          | [ JR北 4 ] |                               |
| 2019年（令和元年） |          |          | 3.8          | [ JR北 5 ] |                               |
| 2020年（令和02年） |          |          | 3.6          | [ JR北 6 ] |                               |
| 2021年（令和03年） |          |          | 3.4          | [ JR北 7 ] |                               |
| 2022年（令和04年） |          |          | 3.4          | [ JR北 8 ] |                               |
| 2023年（令和05年） |          |          | 4.0          | [ JR北 9 ] |                               |

## 駅周辺
駅前にレンタサイクルがある。周辺には小さな集落がある。
- 北海道道252号美深名寄線
- 天智橋
- 智恵文郵便局
- ピヤシリ牧場[10]
- ひまわり畑 - 東京ドーム2個分の広さである[20]。
- ひぶなの里 ちえぶんパーク[20]
- 智恵文沼 - 駅から北西に約1.0km[17]。地名由来の元となった沼とされている[17]。
- 天塩川
- 智恵文市街地（旧・中川郡智恵文村中心部） - 国道40号沿い。
  - 名寄市役所智恵文支所
  - 名寄警察署智恵文駐在所
  - 上智恵文郵便局
  - 道北なよろ農業協同組合（JA道北なよろ）智恵文支所
  - 名士バス「智恵文11線」停留所

## 隣の駅
北海道旅客鉄道（JR北海道）
■宗谷本線
日進駅 (W49) - *智東駅 - *北星駅 (W50) - 智恵文駅 (W51) - **智北駅 (W52) - *南美深駅 (W53) - 美深駅 (W54)
*:打消線は廃駅
**:上り最終列車は智北駅を通過する。

#### JR北海道
1. ↑  “極端にご利用の少ない駅（3月26日現在）” (PDF). 平成28年度事業運営の最重点事項.   北海道旅客鉄道. p. 6 (2016年3月28日). 2017年9月25日閲覧。
2. ↑  「宗谷線（名寄・稚内間）」（PDF）『線区データ（当社単独では維持することが困難な線区）』、北海道旅客鉄道、2017年12月8日。オリジナルの2017年12月30日時点におけるアーカイブ。2017年12月30日閲覧。
3. ↑  “宗谷線（名寄・稚内間）” (PDF).   北海道旅客鉄道 (2017年7月2日). 2017年12月30日時点のオリジナルよりアーカイブ。2018年7月13日閲覧。
4. ↑  “宗谷線（名寄・稚内間）” (PDF). 線区データ（当社単独では維持することが困難な線区）(地域交通を持続的に維持するために).   北海道旅客鉄道. p. 3 (2019年10月18日). 2019年10月18日時点のオリジナルよりアーカイブ。2019年10月18日閲覧。
5. ↑  “宗谷線（名寄・稚内間）” (PDF). 地域交通を持続的に維持するために > 輸送密度200人以上2,000人未満の線区（「黄色」8線区）.   北海道旅客鉄道. p. 3・4 (2020年10月30日). 2020年11月2日時点のオリジナルよりアーカイブ。2020年11月3日閲覧。
6. ↑  “駅別乗車人員  特定日調査（平日）に基づく”.   北海道旅客鉄道. 2022年8月3日時点のオリジナルよりアーカイブ。2022年8月14日閲覧。
7. ↑  “駅別乗車人員  特定日調査（平日）に基づく”.   北海道旅客鉄道. 2022年9月3日時点のオリジナルよりアーカイブ。2022年9月3日閲覧。
8. ↑  “駅別乗車人員  特定日調査（平日）に基づく”.   北海道旅客鉄道. 2023年11月10日時点のオリジナルよりアーカイブ。2023年11月10日閲覧。
9. ↑  “宗谷線(旭川・稚内間) 事業の抜本的な改善方策の実現に向けた実行計画(2024(令和6)～2026(令和8)年度)” (PDF).   北海道旅客鉄道 (2024年). 2024年9月8日時点のオリジナルよりアーカイブ。2024年9月8日閲覧。